# آگوستین پلتیری
آگوستین پلتیری (انگلیسی: Agustín Pelletieri؛ زادهٔ ۱۷ مهٔ ۱۹۸۲) بازیکن فوتبال اهل آرژانتین است.
از باشگاه‌هایی که در آن بازی کرده‌است می‌توان به باشگاه فوتبال اتلتیکو تیگره، باشگاه فوتبال آ. ا. ک آتن، باشگاه فوتبال چیواس یواس‌ای، باشگاه فوتبال لانوس، و باشگاه فوتبال راسینگ کلوب آویاندا اشاره کرد.